# الاتحاد الإفريقي الوطني الصومالي
الاتحاد الأفريقي الوطني الصومالي كان حزبًا سياسيًا في الصومال. ويمثل منطقة البنادر الساحلية. 

## التاريخ
تأسس الحزب خلال فترة ما قبل الاستقلال. كان يُعرف في الأصل باسم نادي شباب الحمر، وكان له غالبية من البناديريين. كان الحزب في ذلك الوقت الحليف السياسي الوحيد لرابطة الشباب الصومالي الأكبر. أيد الطرفان فترة وصاية مدتها عشر سنوات تكون خلالها الأراضي الصومالية جاهزة للاستقلال، تليها إعادة توحيد الأراضي الصومالية في الصومال الأكبر. ومع ذلك، شدد الطرفان على أن لجنة الدول الأربع ينبغي أن تدير هيئة الوصاية الانتقالية بدلاً من السلطات الإيطالية أو الإثيوبية.
في الستينيات، غير نادي شباب حمر اسمه إلى الاتحاد الأفريقي الوطني الصومالي. تنافس الحزب وأحزاب أخرى على 123 مقعدًا برلمانيًا، وشارك في الانتخابات البرلمانية الصومالية لعام 1964. في الانتخابات العامة التي أجريت في مارس 1969، حصل على 6 مقاعد.
انقسم الحزب فيما بعد إلى عدة فصائل سياسية. اعتبارًا من عام 2001، كان اسمه هو الاتحاد الوطني الصومالي.